# Leimbach, Haut-Rhin
Leimbach là một xã ở tỉnh Haut-Rhin trong vùng Grand Est ở đông bắc Pháp. Xã này có diện tích 3,57 kilômét vuông, dân số năm 1999 là 845 người. Khu vực này có độ cao 350 mét trên mực nước biển.